# Isdigerdes (dabir)
Isdigerdes (em persa médio: Yazdegerd) foi um oficial sassânida do século VI, ativo no reinado do xá Cosroes I (r. 531–579). Era um secretário (dabir) do rei e segundo a Épica dos Reis foi consultado por ele sobre sua possível campanha contra os turcos. Ele esteve, junto de outros sábios, nas sete seções catecismais presididas na presença de Cosroes para testar o jovem Burzemir.